# Corel Corporation
Corel Corporation je Kanadská softwarová společnost sídlící v Ottawě. Byla založena Michaelem Cowplandem v roce 1985. Roku 2003 byla společnost Corel převzata společností Vector Capital Group. V roce 2007 se vývojové středisko programu přesunulo z Minnesoty, kde probíhal vývoj od samého počátku, do Kalifornie a Číny.
Na počátku 90. let udělala velkou díru do světa díky vektorovému editoru CorelDraw, který z ní udělal na tu dobu největší softwarovou společnost v Kanadě. Firma též vydává kancelářský balík WordPerfect Office či WinZip.